# El Potro (película de 2018)
El Potro, lo mejor del amor es una película biográfica argentina de 2018 coescrita y dirigida por Lorena Muñoz. Se trata de una adaptación cinematográfica sobre la vida del fallecido cantante de cuarteto Rodrigo, también conocido artísticamente como El Potro.
Antes de El Potro Lorena Muñoz escribió y dirigió Gilda, no me arrepiento de este amor (2016), una película biográfica de similar temática sobre la vida de la cantante de cumbia Gilda.

## Sinopsis
El sueño de Rodrigo siempre ha sido cantar. Sus padres lo acompañan en su deseo y con su apoyo y guía Rodrigo ingresa en el ambiente de la música tropical como cantante de baladas y pop romántico. El impacto que generan sus primeros discos es muy grande, debido tanto a su juventud y belleza como a su magnetismo y carisma. Cuando el éxito parecía que podía estar al alcance de sus manos, Rodrigo es sorprendido por la devastadora muerte de su padre, tras la cual el músico se recluye junto a su familia en su provincia natal, Córdoba. Durante ese período de duelo, Rodrigo comprenderá que la vida sigue y que lo más importante que tiene para salir adelante es la música, pero esta vez será la que él lleva en la sangre: el cuarteto.

## Reparto
- Rodrigo Romero como Rodrigo Bueno
- Florencia Peña como Beatriz Olave, madre de Rodrigo
- Fernán Mirás como José Luis Gozalo
- Malena Sánchez como Patricia Pacheco
- Jimena Barón como Marixa Balli
- Diego Cremonesi como Ángel
- Daniel Aráoz como Eduardo Bueno, padre de Rodrigo
- Matías Silva como Ulises Bueno, hermano de Rodrigo
- Franco Yankelevich como el novio de Pato
- Julieta Vallina

## Controversias
A pocos días de haberse estrenado el film, parte de la familia del fallecido Rodrigo salió a criticar la película, ya que alegaron que ésta era completamente diferente a la vida del cantante. Sin embargo, durante la etapa de producción del film varios familiares y músicos de Rodrigo habían colaborado con su testimonio y hasta varios de sus músicos participaron del rodaje para poder así colaborar con el trabajo de Lorena Muñoz. A pesar de esto, la familia del cantante siguió presentando una disconformidad para con lo que mostró el producto final.
Según la madre de Rodrigo, él no era un adicto a sustancias y solo tomaba vino en muy poca cantidad; agregando que tampoco era un violento amante de fiestas de swingers como se lo mostraba en la película.
Con el tiempo aparecieron nuevos testimonios en los medios de comunicación de miembros del entorno de Rodrigo en vida, con algunos allegados a "El Potro" afirmando que era una persona con problemas de adicción, similar al caso de Diego Armando Maradona, lo que ha llevado a que la controversia sobre aspectos de la vida del cantante se extiendan por fuera del film.